# NGC 5779
NGC 5779 est une lointaine galaxie lenticulaire située dans la constellation du Dragon. Sa vitesse par rapport au fond diffus cosmologique est de 11 462 ± 6 km/s, ce qui correspond à une distance de Hubble de 169 ± 12 Mpc (∼551 millions d'al). NGC 5779 a été découverte par l'astronome américain Lewis Swift en 1885.
Deux sources classent cette galaxie comme une spirale, mais aucun bras spiral n'est visible sur l'image obtenue des données du relevé SDSS. La classification indiquée par la base de données HyperLeda (SB0/R) semble mieux convenir à cette image. En effet, on voit clairement un anneau externe entourant (R) la galaxie et une barre (B) qui traverse le centre de celle-ci.
Selon la base de données Simbad, NGC 5779 est une galaxie LINER, c'est-à-dire une galaxie dont le noyau présente un spectre d'émission caractérisé par de larges raies d'atomes faiblement ionisés.